# Belle Starr (film)
Belle Starr is een Amerikaanse western in Technicolor uit 1941 onder regie van Irving Cummings. De film is losjes gebaseerd op het leven van outlaw Belle Starr.

## Verhaal
Het jaar is 1865. De Amerikaanse Burgeroorlog is zojuist ten einde gekomen. De confederale soldaat Ed Shirley keert terug naar de plantage van de familie, waar hij hartelijk wordt ontvangen door zijn zus Belle. Zij weigert te geloven dat de zuidelijke staten hebben verloren en moet niets meer weten van haar oude liefje Thomas Crail, die heeft gevochten voor de Unie. Tijdens een diner wordt Crail opgeschrikt door een bezoek van Sam Starr, een beruchte confederale bandiet.
Belle voelt zich onmiddellijk aangetrokken tot Sam. Als hij later die avond wordt verwond door de troepen van Crail, is het Belle die hem verzorgt. Het duurt niet lang voordat Crail wordt geïnformeerd, waarna hij Sam en Ed arresteert en de plantage van de familie Shirley in brand steekt. Belle koestert vanaf dat moment veel wrok tegen Crail en wordt gebracht naar de schuilplaats van Sam, waar Sarah en Blue Duck verblijven. De volgende dag helpen zij en Blue Duck de twee gevangenen met hun bevrijding.
Vervolgens kondigt Belle aan dat ze zich heeft aangesloten bij de bende van Sam. Dit doet ze ondanks protest van Ed, die beweert dat Sam vecht zonder doel. In de periode die daarop volgt groeit Belle uit tot een beruchte outlaw en trouwt ze met Sam. Niet veel later worden ook de gebroeders Cole toegevoegd aan de bende van Sam. Ed bezoekt haar om haar te waarschuwen voor de gebroeders, omdat het gevaarlijke moordenaars zijn. Ook vertelt hij haar dat de bende waar ze deel van uitmaakt ervoor zorgt dat Missouri uiteen valt. Na zijn vertrek wordt hij doodgeschoten door Jim Cole.
Een emotionele Belle confronteert Sam met zijn motieven, waarna hij belooft dat hij zijn levensstijl zal opgeven na de ontvoering van Johnson, de gouverneur van Missouri. Belles trouwe bediende Mammy Lou komt tot de ontdekking dat de verblijfplaats van de gouverneur een val is om Sam te vangen. Hoewel Belle inmiddels haar trouwring al heeft teruggegeven aan Sam, doet ze er alles aan om hem te redden. Ze trekt naar de stad om zich over te geven, in de hoop dat Sam gespaard wordt, maar wordt onderweg doodgeschoten door Jasper Tench, een dief die altijd al iets tegen de familie Shirley heeft gehad. Na een emotionele afscheid laat Sam zich vrijwillig arresteren en gaat Belle de geschiedenis in als een legende.

## Rolbezetting
| Acteur              | Personage          |
| ------------------- | ------------------ |
| Gene Tierney        | Belle Starr        |
| Randolph Scott      | Sam Starr          |
| Dana Andrews        | Thomas 'Tom' Grail |
| Shepperd Strudwick  | Ed Shirley         |
| Elizabeth Patterson | Sarah              |
| Chill Wills         | Blue Duck          |
| Louise Beavers      | Mammy Lou          |
| Olin Howland        | Jasper Tench       |
| Paul E. Burns       | Sergeant           |
| Joe Sawyer          | John Cole          |
| Joe Downing         | Jim Cole           |

## Achtergrond
Aanvankelijk werd Roy Del Ruth aangesteld als regisseur en zou de titelrol vertolkt worden door Alice Faye. Faye werd door de studio later verplaatst naar The Great American Broadcast (1941). Hierna deden 48 vrouwen auditie voor de hoofdrol. Ook werden Carole Landis, Ida Lupino, Arleen Whelan, Joan Crawford, Barbara Stanwyck, Ann Sheridan, Paulette Goddard en Jane Adams overwogen om Belle Starr te vertolken.
In eerste instantie zou Henry Fonda de rol van Ed Shirley spelen. Fonda had eerder een rol in de western Jesse James (1939). De plannen waren dat Tyrone Power, die Jesse James speelde in die film, een gastverschijning zou maken in Belle Starr. Toen de rol naar een andere acteur ging, trok Power zich terug. De opnamen vonden deels plaats in het Zuidwesten van Missouri. Om die reden kreeg de film veel media-aandacht in Saint Louis.
Tierney kreeg tijdens de opnamen een infectie aan haar oog, veroorzaakt door allergieën. Om die reden was ze tussen 17 april en 5 mei 1941 afwezig van de set. Producent Darryl F. Zanuck vreesde dat de ziekte veel impact zou hebben en liet de actrice ontslaan. Haar tegenspeler Randolph Scott was tegen dit besluit en vertelde Zanuck dat hij geen salaris zou eisen tot Tierneys terugkeer. Geïnspireerd door zijn onbaatzuchtigheid besloot Zanuck om Tierney niet te vervangen.
De film werd geen groot succes, omdat in de periode van de première de Verenigde Staten zich zojuist hadden betrokken bij de Tweede Wereldoorlog en men in die tijd weinig oog had voor films.